# Autorenlesung

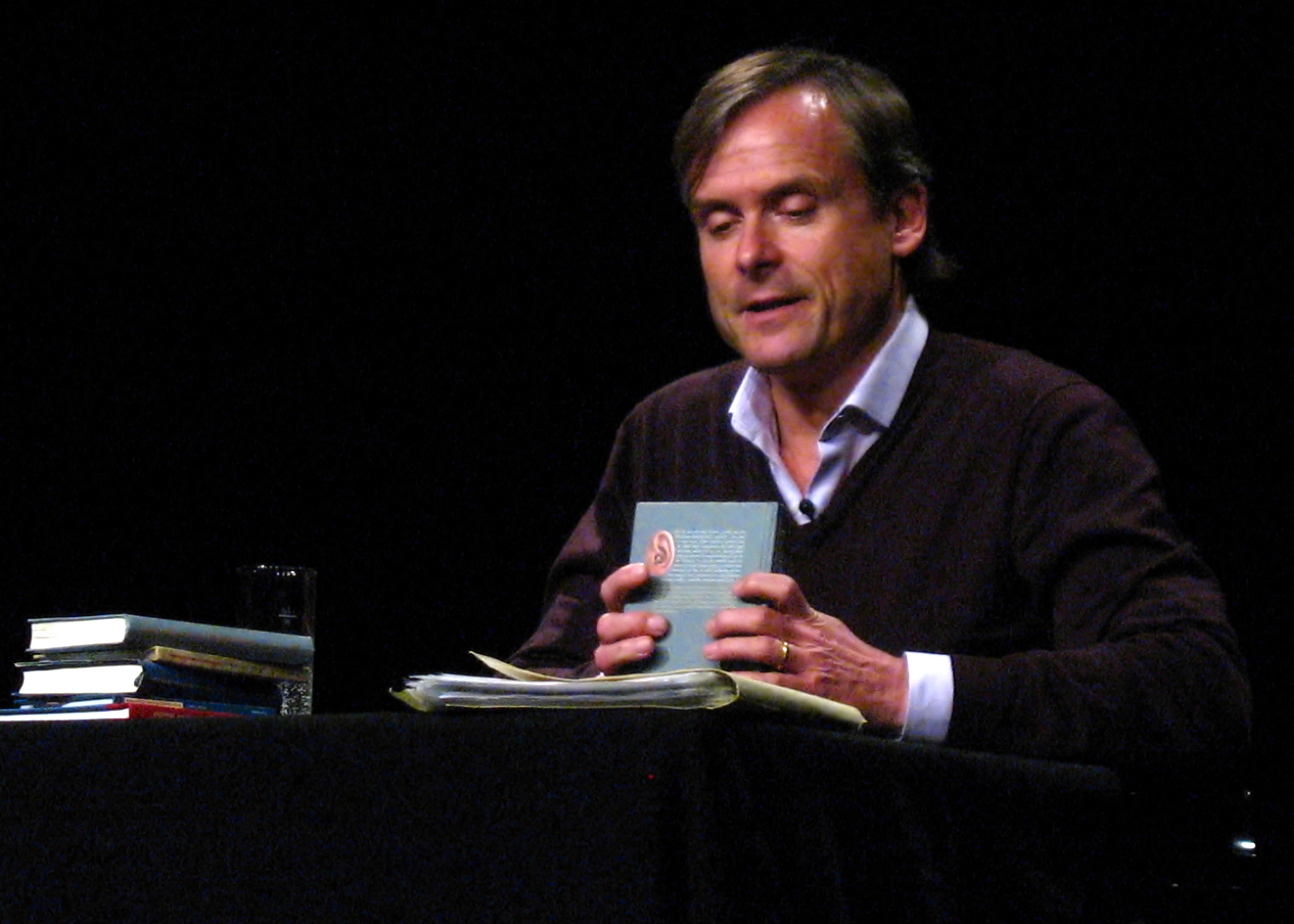
Axel Hacke bei einer Lesung im Münchner Lustspielhaus 2009

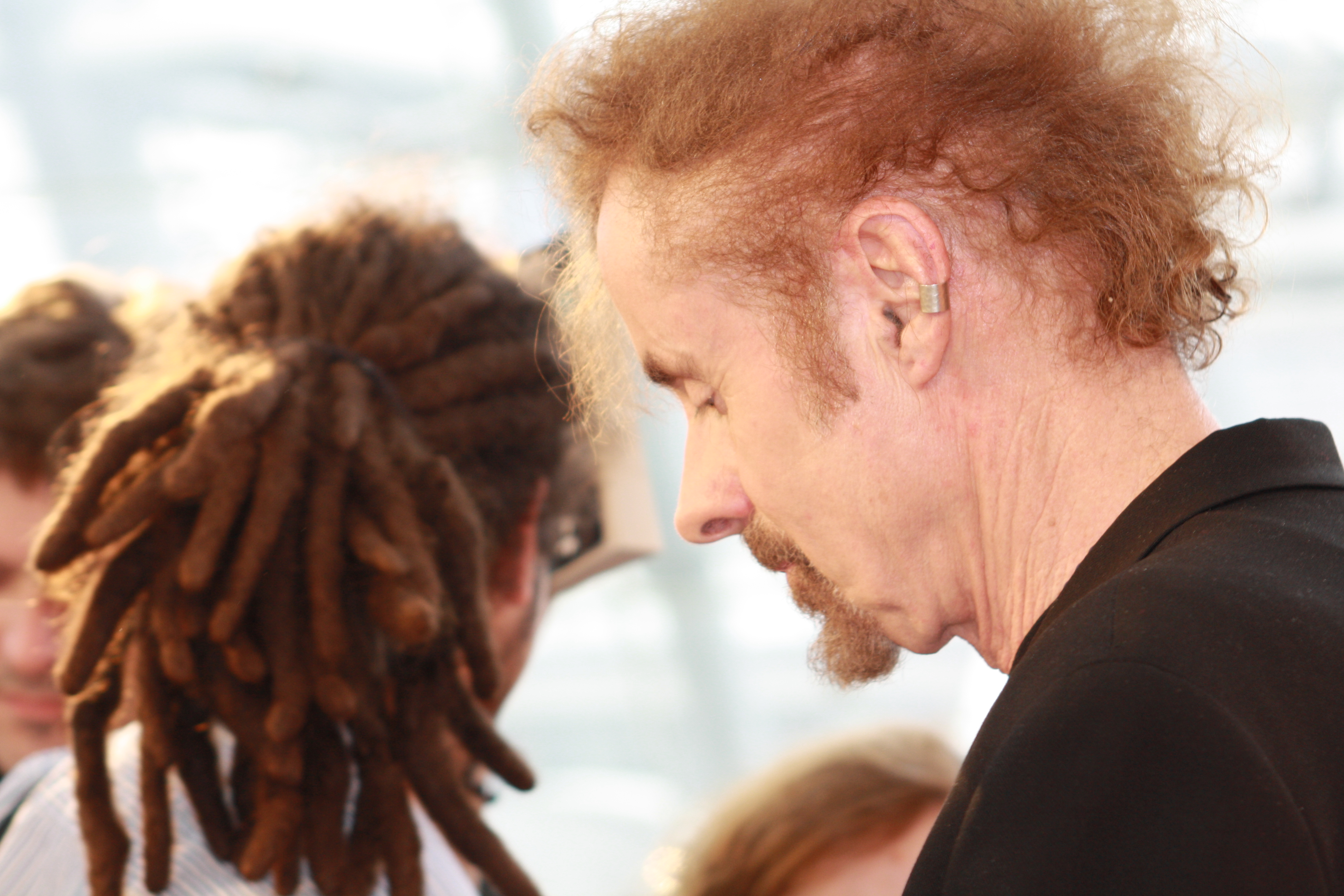
Der US-Autor T. C. Boyle auf der Leipziger Buchmesse 2009

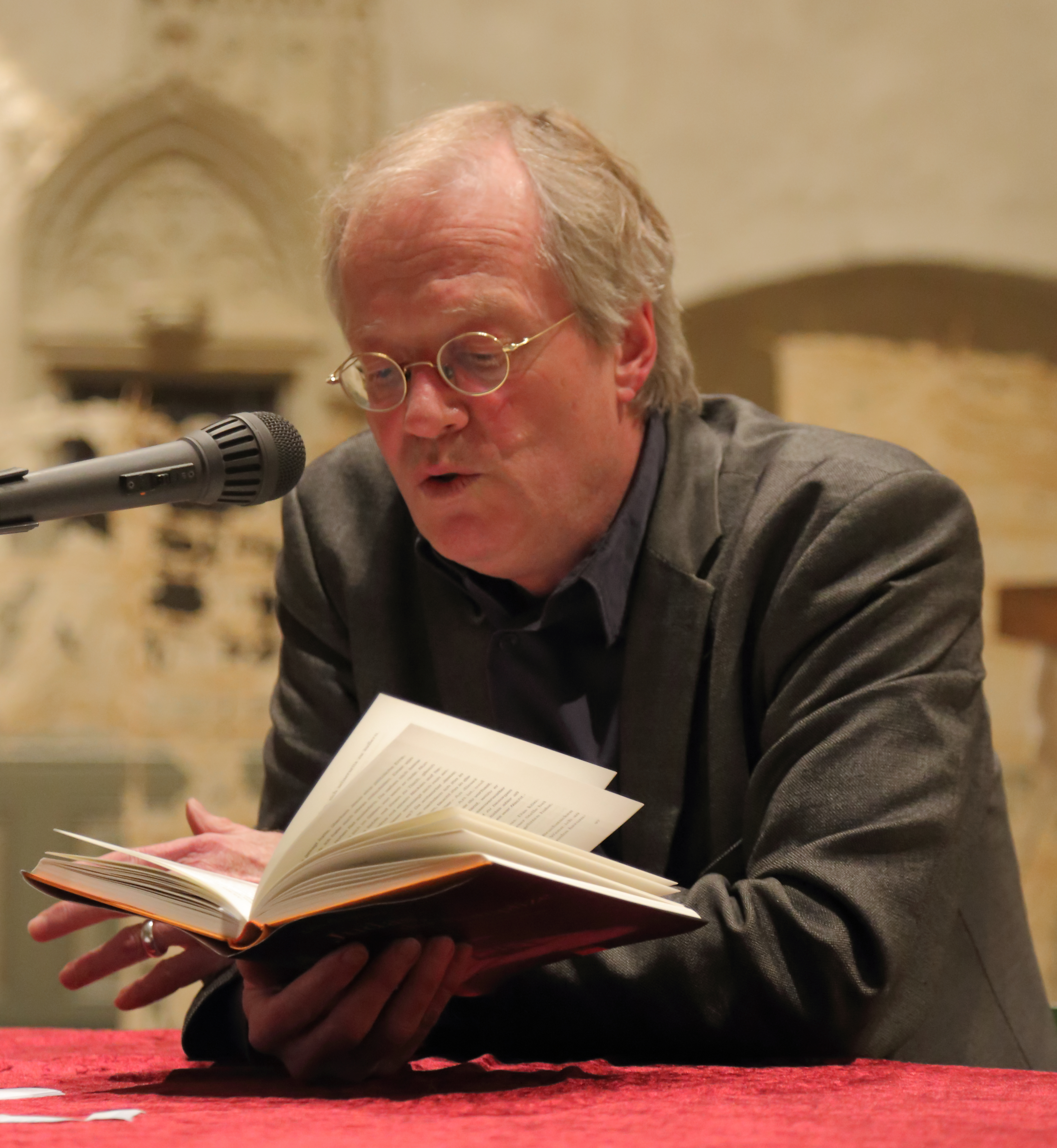
Leo G. Linder während einer Lesung in der Evangelischen Stadtkirche Westerkappeln 2015.

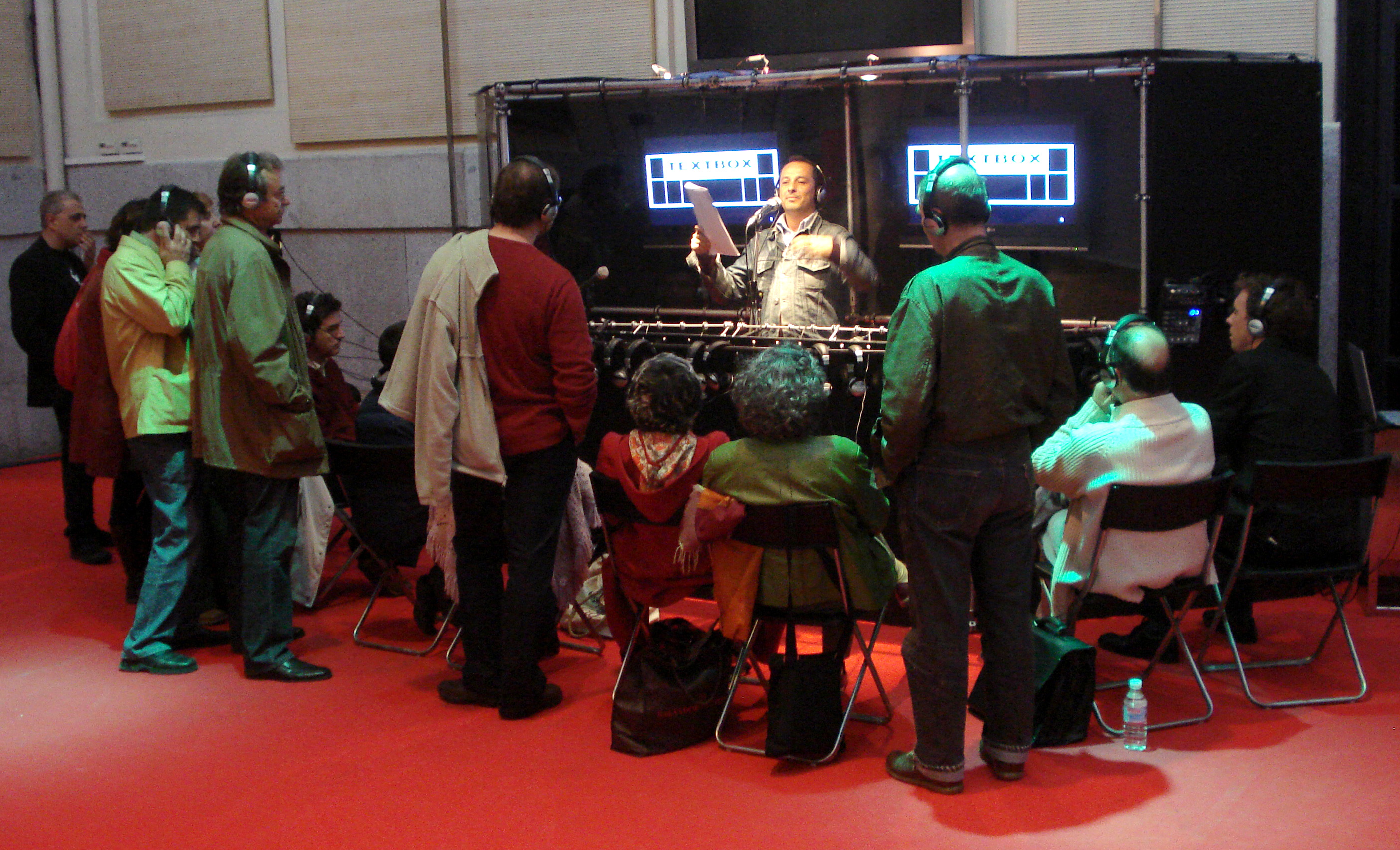
Lesungen in einer sogenannten Textbox: Die Zuhörer nutzen Kopfhörer

Eine Autorenlesung bzw. Dichterlesung ist ein öffentlicher Vortrag (Rezitation) eines Autors bzw. Dichters aus einem (meist eigenen) Buch mit Abschnitten seines Werkes vor Publikum.

## Orte
Lesungen finden unter anderem in Bibliotheken, Buchhandlungen, in ausländischen Kulturinstituten, in Literaturhäusern, bei Lesereihen der freien Szene und auf Buchmessen statt. Daneben gibt es auch Lesungen von Autoren vor festen Gruppen, z. B. vor Schulklassen. Lesungen in Schulen dienen vor allem der Leseförderung und werden häufig vom Friedrich-Bödecker-Kreis vermittelt.

## Interessenlagen
Verlage organisieren Lesungen aus marketingtechnischen Gründen, um ein neu erschienenes Buch einer breiten Öffentlichkeit vorzustellen und es zu bewerben. Leser besuchen Lesungen, weil sie auf ihnen die Autoren persönlich erleben können. Jeder Autor hat seinen eigenen Stil, seine Werke darzubieten und sich darüber mit dem Publikum auszutauschen. Aus der Sicht des Autors können Lesungen dem direkten Austausch zwischen Autor und Publikum dienen, denn der Autor erhält ein Feedback zu seinen Texten, das er auch weiter verarbeiten kann. Zudem können Texte eine andere Wirkung entfalten, wenn sie vorgelesen werden. Insbesondere im Bereich der Lyrik und des Spoken Word werden Texte auch gezielt für einen mündlichen Vortrag konzipiert.
Einen pikaresken Roman über den von Lesung zu Lesung eilenden Autor hat Rafik Schami 1999 mit Sieben Doppelgänger geschrieben.

## Weitere Formate
Neben der klassischen Autorenlesung haben sich andere Formate der Lesung etabliert:
Einige Autoren sind – ähnlich Musikgruppen – bekannt für ihre besondere Live-Performance (z. B. Harry Rowohlt oder die Kommissar Kluftinger-Autoren Michael Kobr und Volker Klüpfel). Besonders bei Lyrik spielt der Sprachklang eine wichtige, gelegentlich vorherrschende Rolle, wie zum Beispiel in den Avantgarde-Bewegungen des 20. Jahrhunderts (Dada, Futurismus). Auch die Wiener Gruppe um H.C. Artmann, Konrad Bayer und Gerhard Rühm, die konkrete Poesie (Max Bense, Eugen Gomringer, Ernst Jandl, Franz Mon u. a.) und die französischen Lautdichter (poètes sonores) arbeiten mit dem Klang von Sprache.
Schauspieler lesen Texte bekannter Autoren, bislang nicht inszenierte Theaterstücke (szenische Lesung) oder noch nicht verfilmte Drehbücher („readings“-Reihe). Bei fremdsprachigen Autoren bietet sich dies an.
Mit Poetry-Slam oder Open Mike (Offenes Mikrofon) hat sich in den 1990er-Jahren in Deutschland eine Art der Lesung etabliert, die nicht einen einzelnen Autor, sondern das Lese-Ereignis in den Mittelpunkt stellt.
Eine Variation der öffentlichen Lesung ist die Lesung in Internet-Medien und virtuellen Welten wie Second Life. Dabei werden dem Zuhörer neue Arten der Mitteilung geboten. So kann das Gehörte direkt im Rahmen eines Chat mit einem Teilnehmer oder öffentlich an alle Teilnehmer kommentiert werden, ohne den Fluss der Lesung zu stören.
Hinzuweisen ist in diesem Zusammenhang auf die mündliche Überlieferung (Oralität) aller Literatur. Rhapsoden, Barden oder Geschichtenerzähler haben in allen Kulturen ihre Werke während des Vortrags entwickelt oder sie memoriert und vor ihren Zuhörern aktualisiert. Die Lesung steht in dieser Tradition der Mündlichkeit. Auch die Liste auf Tonträgern erhaltener deutschsprachiger Dichterstimmen vor 1950 weist darauf hin, dass der seine eigenen Werke rezitierende Autor durchaus keine Modeerscheinung ist.